# Mary Astor
Mary Astor, ursprungligen Lucile Vasconcellos Langhanke, född 3 maj 1906 i Quincy, Illinois, död 25 september 1987 i Woodland Hills, Los Angeles, Kalifornien, var en amerikansk skådespelare. Hennes insats i filmen Den stora lögnen från 1941 belönades med en Oscar. Hennes två självbiografiska verk My Story från 1959 och A Life on Film från 1971 blev båda bästsäljare.

## Biografi
Mary Astor föddes i Quincy i Illinois. Efter att ha vunnit en skönhetstävling fick hon kontrakt i Hollywood redan som 14-åring. Hon nådde tidig framgång genom att spela mot John Barrymore i filmer som Den sista kavaljeren (1924) och Don Juan (1926). Hennes framgångar fortsatte när talfilmen slog igenom i slutet av 1920-talet.
År 1936 började dock hennes karriär dala, men då blev hon indragen i en skandal. I samband med skilsmässan från sin dåvarande make blev delar av hennes dagbok publicerade i tidningar över hela världen. I dagboken fanns hennes affär med dramatikern George S. Kaufman beskriven. Hon vägrade dock att be om ursäkt för sin utomäktenskapliga affär, och hennes karriär fick fart på nytt.
Mary Astor medverkade i bland annat Varför byta männen hustru (1936) och Fången på Zenda (1937) och de båda filmernas framgångar övertygade filmbolagen om att hon ännu var en skådespelare värd att satsa på.
År 1941 gjorde Mary Astor sin mest kända roll, som Brigid O'Shaunessy i John Hustons Riddarfalken från Malta, med bland annat Humphrey Bogart. Med lite hjälp från Bette Davis fick hon en roll i Den stora lögnen (1941), och hennes insats belönades med en Oscar för bästa kvinnliga biroll.
Under 1940-talet medverkade Mary Astor bland annat i filmer som Dårarnas paradis (1942), Över Stilla havet (1942), Vi mötas i St. Louis (1944) och Unga kvinnor (1949).
Under 1950-talet avtog Mary Astors framgångar på film; hon nådde istället framgång på scenen och på tv. År 1959 publicerade hon sina memoarer, My Story. Där beskriver hon sina många personliga problem inklusive sina alkoholproblem. Boken blev en bästsäljare, trots att hennes filmkarriär knappt nämns i boken.
Mary Astor fick bra kritik för sin roll i Skandal i Peyton Place (1961). Hennes sista film blev Hysch, hysch, Charlotte! (1964). 
På grund av hjärtproblem tvingades Mary Astor i mitten av 1960-talet sluta arbeta som skådespelare. Hon började skriva romaner, och 1971 publicerade hon en ny memoarbok, A Life on Film, som även den blev en bestseller. För sina insatser inom film har hon tilldelats en stjärna på Hollywood Walk of Fame vid adressen 6701 Hollywood Blvd.

## Filmografi i urval
- 1924 – Den sista kavaljeren
- 1926 – Don Juan
- 1932 – Taifun
- 1932 – Hollywoods satan
- 1933 – Hur ska detta sluta?

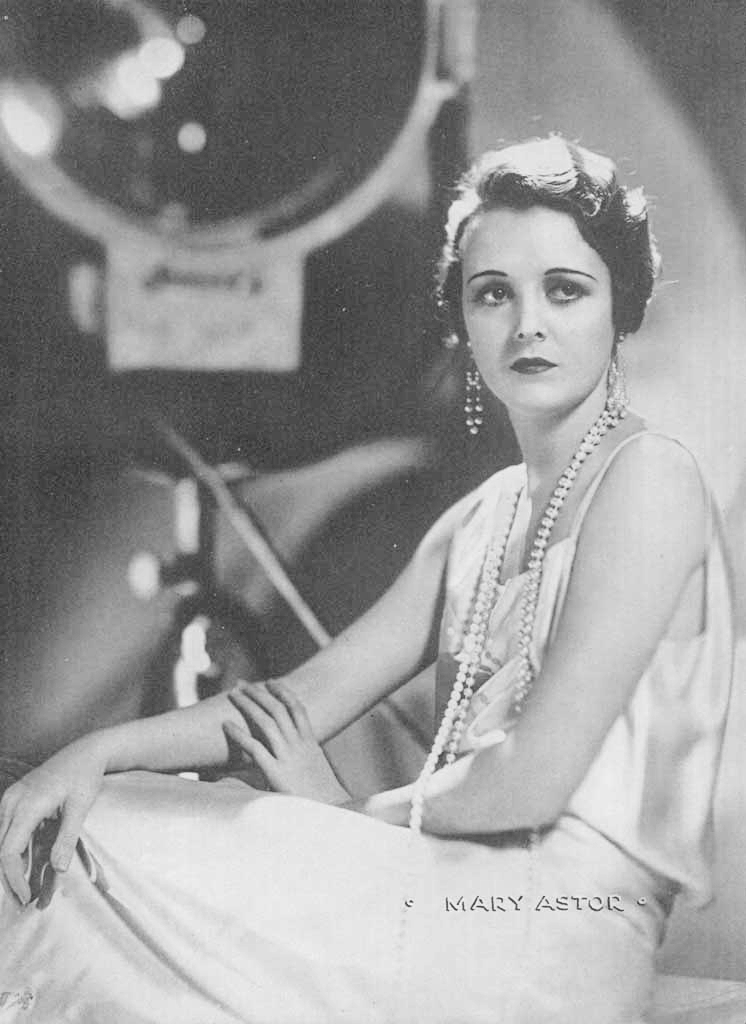
Mary Astor, 1931.

- 1933 – Kinesiska rummets hemlighet
- 1933 – Livets gyckelspel
- 1934 – The Man with Two Faces
- 1936 – Varför byta männen hustru?
- 1937 – Fången på Zenda
- 1938 – Pappa sökes
- 1939 – Midnatt
- 1941 – Riddarfalken från Malta
- 1941 – Den stora lögnen
- 1942 – Dårarnas paradis
- 1942 – Över Stilla havet
- 1943 – Soldatflamman
- 1944 – Vi mötas i St. Louis
- 1947 – Storstaden lockar
- 1949 – Unga kvinnor
- 1949 – Sista given
- 1956 – En kyss före döden
- 1956 – Uppdrag i London
- 1958 – I dag är jag kär
- 1961 – Skandal i Peyton Place
- 1964 – Hysch, hysch, Charlotte!

## Teater

### Roller
| År   | Roll          | Produktion                       | Regi           | Teater                        |
| ---- | ------------- | -------------------------------- | -------------- | ----------------------------- |
| 1954 | Anne Meredith | The Starcross Story Diana Morgan | John C. Wilson | Royale Theatre, New York, USA |